# Wiener Bürgerschaft
Die Wiener Bürgerschaft war in der austrofaschistischen Diktatur das Ersatzgremium für den im Zuge der Ausschaltung des demokratischen Staatswesen aufgelösten Wiener Gemeinderat. Ihre Mitglieder wurden als Rat der Stadt Wien bezeichnet.
Die Wiener Bürgerschaft bestand aus 64 Mitgliedern mit einem Mindestalter von 26 Jahren. Diese wurden nicht demokratisch gewählt, sondern vom Regime eingesetzt. Gemäß Maiverfassung wurde festgelegt, dass nur der Vaterländischen Front loyal gesinnte Personen in die Bürgerschaft entsandt werden sollten. Die Bürgerschaft war ein beschlussfassendes Organ, sie verlor die Kontroll- und Mitwirkungsrechte des Gemeinderates, ihre Bedeutung wurde gegenüber dem Bürgermeisteramt zurückgestellt.
Das Recht zur Gesetzesinitiative lag allein beim Bürgermeister. Die Bürgerschaft konnte die Gesetzesvorschläge nur kollektiv annehmen oder ablehnen, hatte aber nicht die Möglichkeit, sie zu ändern. Der Bürgermeister konnte ein Gesetz ungeachtet der Zustimmung der Bürgerschaft per Verordnung in Kraft setzen, wenn eine Beschlussfassung nicht fristgerecht erfolgte.